# Open Nederlands Kampioenschap Wegrace
Het Open Nederlands Kampioenschap Wegrace is een serie wegraces die georganiseerd wordt door de Koninklijke Nederlandse Motorrijders Vereniging (KNMV). Er wordt in verschillende raceklassen op circuits in Nederland, Duitsland en België gereden. Een aantal wedstrijden tellen ook mee voor het Belgisch kampioenschap. Het merendeel van de races wordt op het TT-Circuit Assen verreden. Het kampioenschap staat open voor zowel Nederlandse- als buitenlandse deelnemers.

## Raceklassen
De wedstrijden worden verreden in verschillende raceklassen:
- Dutch Moto3
- Dutch Superbikes
- Dutch Supersport
- Dutch Sidecar Supermono Classics
- Moriwaki Cup
- TalentCup 600

## Kalender
Op de kalender staan verschillende evenementen, waaronder de International Road Racing Championship op de Varsselring in Hengelo (Gelderland), de Pinksterraces op het Circuit Paalgraven nabij Oss, de Paasraces en British Superbike op het TT-Circuit Assen. In Duitsland zijn er races op Oschersleben, en de Schleizer- en Frohburger Dreieck. Ook is er een race op Spa-Francorchamps.